# Station Bilthoven
Station Bilthoven is een spoorwegstation aan de Centraalspoorweg (spoorlijn Utrecht – Amersfoort – Zwolle), in Bilthoven, bij de kruising van de spoorlijn met de Soestdijkseweg. Het station werd geopend op 20 augustus 1863. Het huidige eilandstation werd geopend in 1907.

## Geschiedenis
Aanvankelijk had de Nederlandsche Centraal-Spoorweg-Maatschappij (NCS) niet het plan gehad om een station op deze plek te plaatsen. Jonkheer Van den Bosch, de toenmalige bewoner van Jagtlust (het huidige gemeentehuis), sloot echter een overeenkomst met de spoorwegmaatschappij. Hij zou kosteloos de grond afstaan voor het station, een deel van de kosten betalen en bovendien zijn aandelenkapitaal in de maatschappij vergroten, wanneer de trein tweemaal per dag in beide richtingen een stop zou maken in de gemeente.
Het station stond op een halfuur lopen van De Bilt. Bewoners die dat te ver vonden, gingen in de buurt van het station wonen, waar de grond bovendien relatief goedkoop was. Na 1900 ontstond zo een nieuw dorp dat aanvankelijk De Bilt-Station werd genoemd. Tegelijkertijd nam het treinverkeer van en naar het nieuwe station sterk toe: in 1902 kon men in beide richtingen al 52 keer per dag de trein nemen. In 1917 kregen het dorp en het station de definitieve naam Bilthoven.
In 1901 werd vanaf De Bilt een zijtak van de Centraalspoorweg geopend naar Zeist.

## Overweg
Er is een eilandperron dat toegankelijk is vanaf een voettunnel met liften in de Soestdijkseweg en via een loopbrug vanaf het P+R-terrein.
Direct ten oosten van het station was een overweg in de Soestdijkseweg. In de jaren 60 kregen de beide sporen elk een eigen AHOB-beveiliging. Was de kruising met het ene spoor gesloten, dan zorgden verkeerslichten ervoor dat het rijdend verkeer het andere spoor vrijhield. Als een voertuig de overweg over het eerste spoor al opgereden was en op de tweede een trein werd aangekondigd, kon het zich tussen de twee sporen opstellen, voor de spoorboom van het tweede spoor. Door de beperkte ruimte daar moest men de overweg over het eerste spoor pas oprijden als die opstelplaats vrij was.
Het perron was toegankelijk vanaf de overweg. Later werd er een voettunnel aangelegd, die kon worden gebruikt als de overweg langs het drukbereden spoor dicht was.
De overweg werd in 2013 verwijderd en vervangen door een tijdelijke fietsoverweg aan de oostkant van de Soestdijkseweg. Er waren toen, van west naar oost:
- een tunnel voor snelverkeer, onder het station, geopend op 12 oktober 2013
- de oorspronkelijke voettunnel, met trappen, en toegang tot het perron
- een tijdelijke fietsoverweg op enige afstand van het station, voor de fietsenstalling

Het perron was tijdens de werkzaamheden niet toegankelijk voor invaliden - er was geen roltrap en geen lift. Invaliden konden voor NS-tarief gebruikmaken van een taxi naar Utrecht of Amersfoort.
De snelverkeertunnel is aan weerszijden van het spoor met rotondes op de oude Soestdijkseweg aangesloten. Meteen na de afsluiting van de hoofdrijbaan is gestart met de werkzaamheden voor een tweede onderdoorgang voor langzaam verkeer, op de plaats waar voorheen de hoofdrijbaan het spoor kruiste, die in 2015 gereed kwam. Dit werd een brede passage. Deze tunnel heeft de oude voettunnel en de fietsoverweg vervangen en geeft met trappen en liften toegang tot het perron. Bovendien zijn er liften aan de noord- en zuidzijde van de tunnel voor degenen die de hellingen van de tunnel bezwaarlijk vinden.

## Scheve trap
Sommigen klagen over een trap die om artistieke redenen scheef is (de treden staan niet loodrecht op de looprichting), omdat deze onveilig zou zijn.

## Dienstregeling

### Trein
In de dienstregeling 2025 stoppen op dit station de volgende treinseries:
| Serie | Treinsoort    | Route                                                                           | Bijzonderheden                                |
| ----- | ------------- | ------------------------------------------------------------------------------- | --------------------------------------------- |
| 5500  | Sprinter (NS) | Utrecht Centraal – Bilthoven – Den Dolder – Baarn                               | Rijdt 's avonds en in het weekend 1x per uur. |
| 5600  | Sprinter (NS) | Utrecht Centraal – Utrecht Overvecht – Bilthoven – Amersfoort Centraal – Zwolle |                                               |

### Bus
Station Bilthoven wordt bediend door de volgende buslijnen:
| Vervoerder     | Lijn | Route                                                                                |
| -------------- | ---- | ------------------------------------------------------------------------------------ |
| U-OV           | 29   | Bilthoven - Utrecht - De Meern - Vleuten                                             |
| Syntus Utrecht | 58   | Driebergen-Zeist - Zeist - Bilthoven - Maartensdijk - Hollandsche Rading - Hilversum |
| U-OV           | 77   | Bilthoven - De Bilt - Utrecht - Nieuwegein (U-link)                                  |
| U-OV           | 258  | Station - Lievegoed Kliniek                                                          |

## Ontwikkeling aantal reizigers
Het aantal door NS vervoerde reizigers (per gemiddelde werkdag) ontwikkelde zich sedert 2019 als volgt:
| Jaar | Aantal reizigers |
| ---- | ---------------- |
| 2019 | 5.647            |
| 2020 | 2.434            |
| 2021 | 2.416            |
| 2022 | 3.571            |
| 2023 | 4.329            |
| 2024 | 4.127            |

## Afbeeldingen

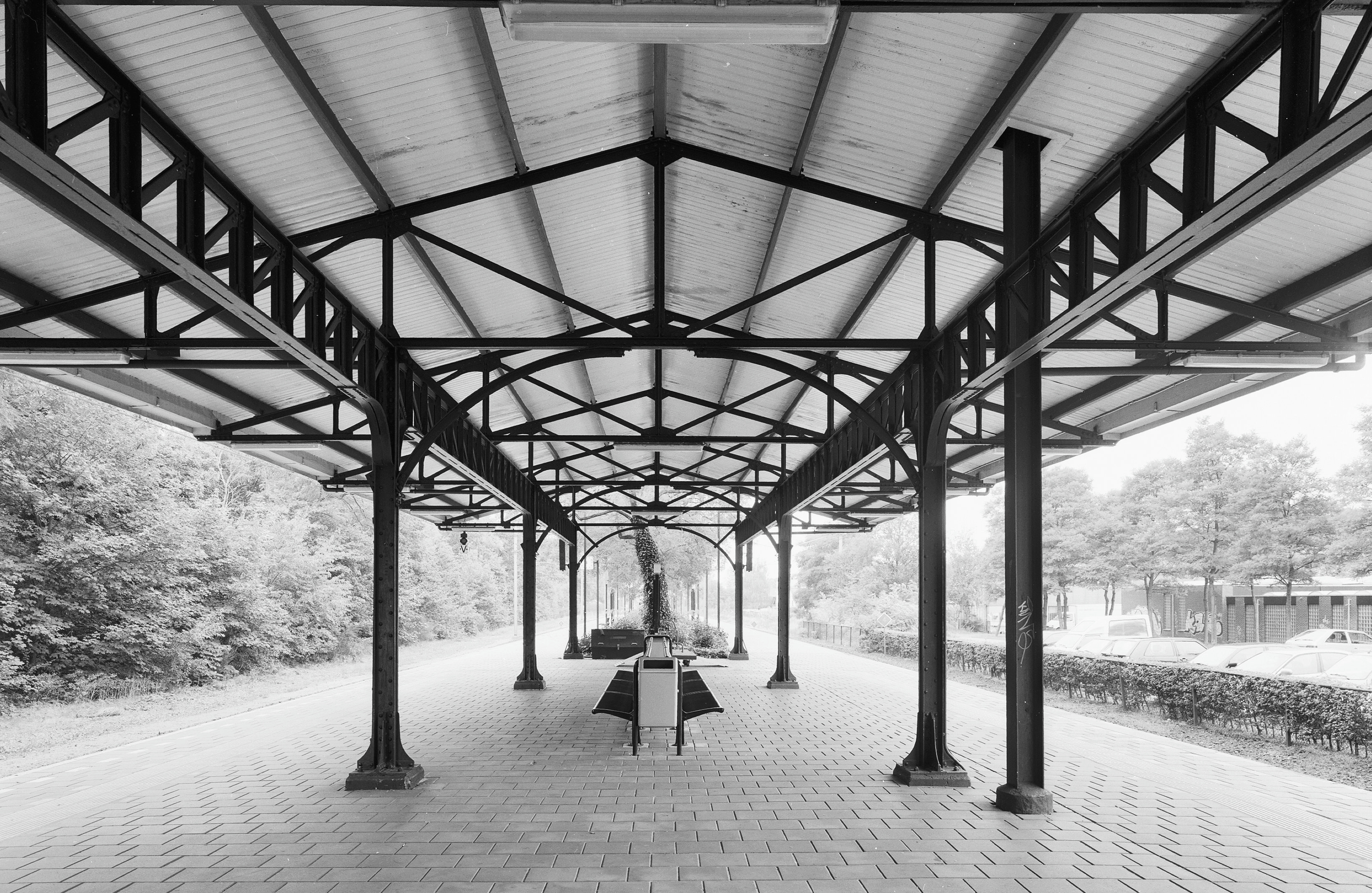
Overkapping op het perron van Station Bilthoven in september 1998
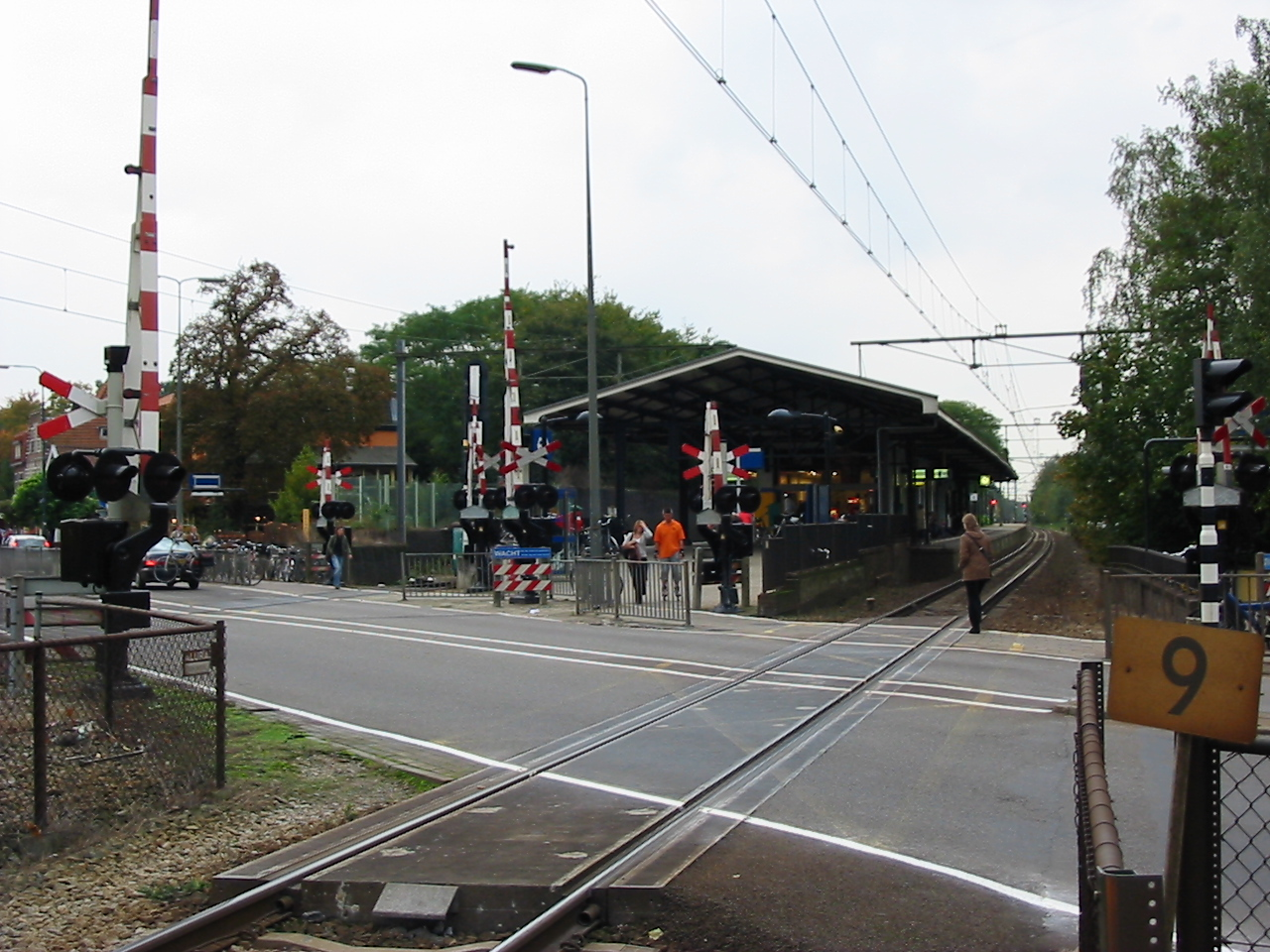
Station Bilthoven, met de in 2012 verwijderde overweg
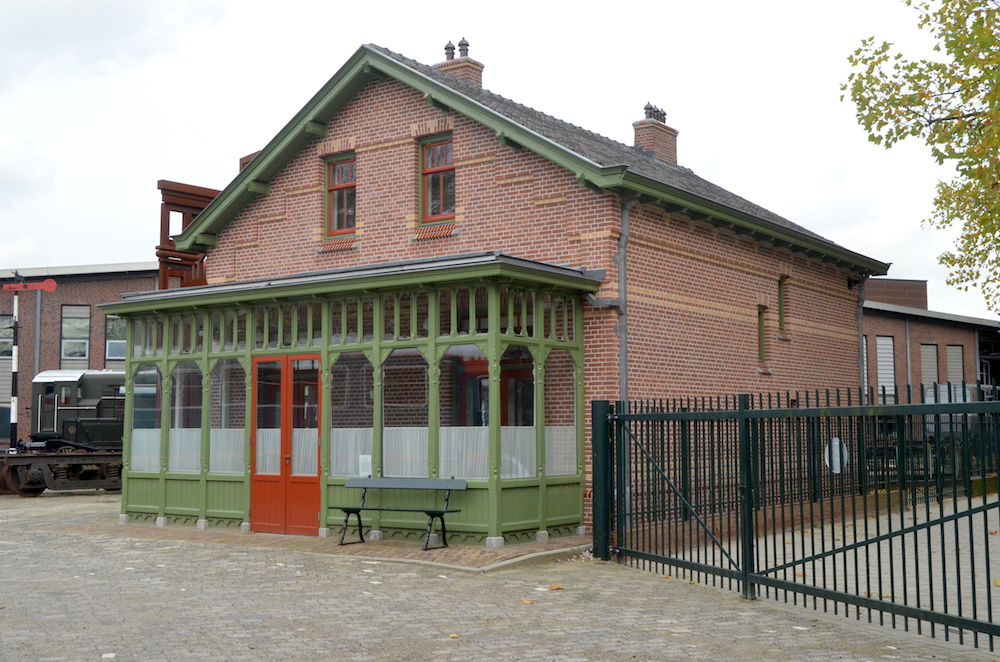
De vroegere dienstwoning van Station Bilthoven is om plaats te maken voor de bouw van de verkeerstunnel verplaatst naar het Spoorwegmuseum te Utrecht.
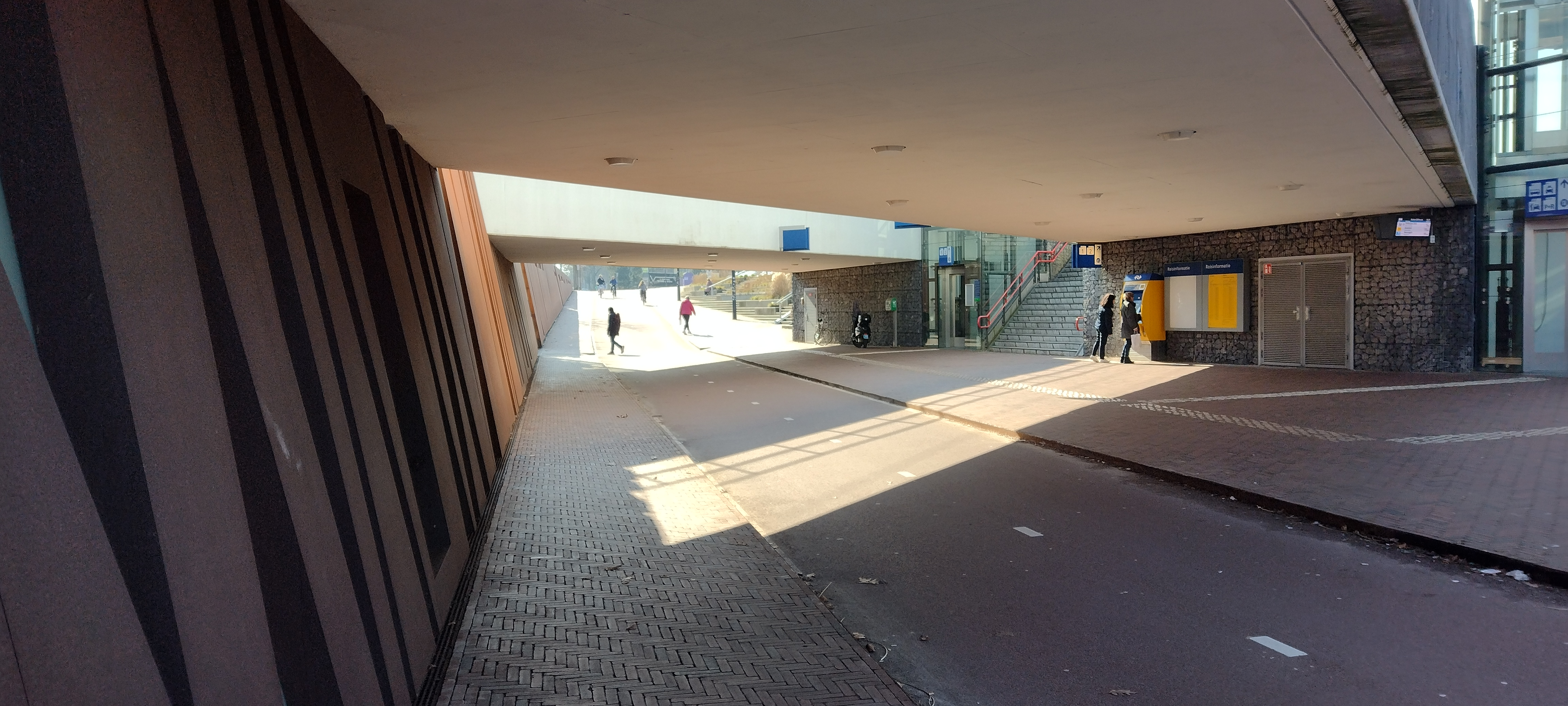
De nieuwe tunnel onder de sporen.
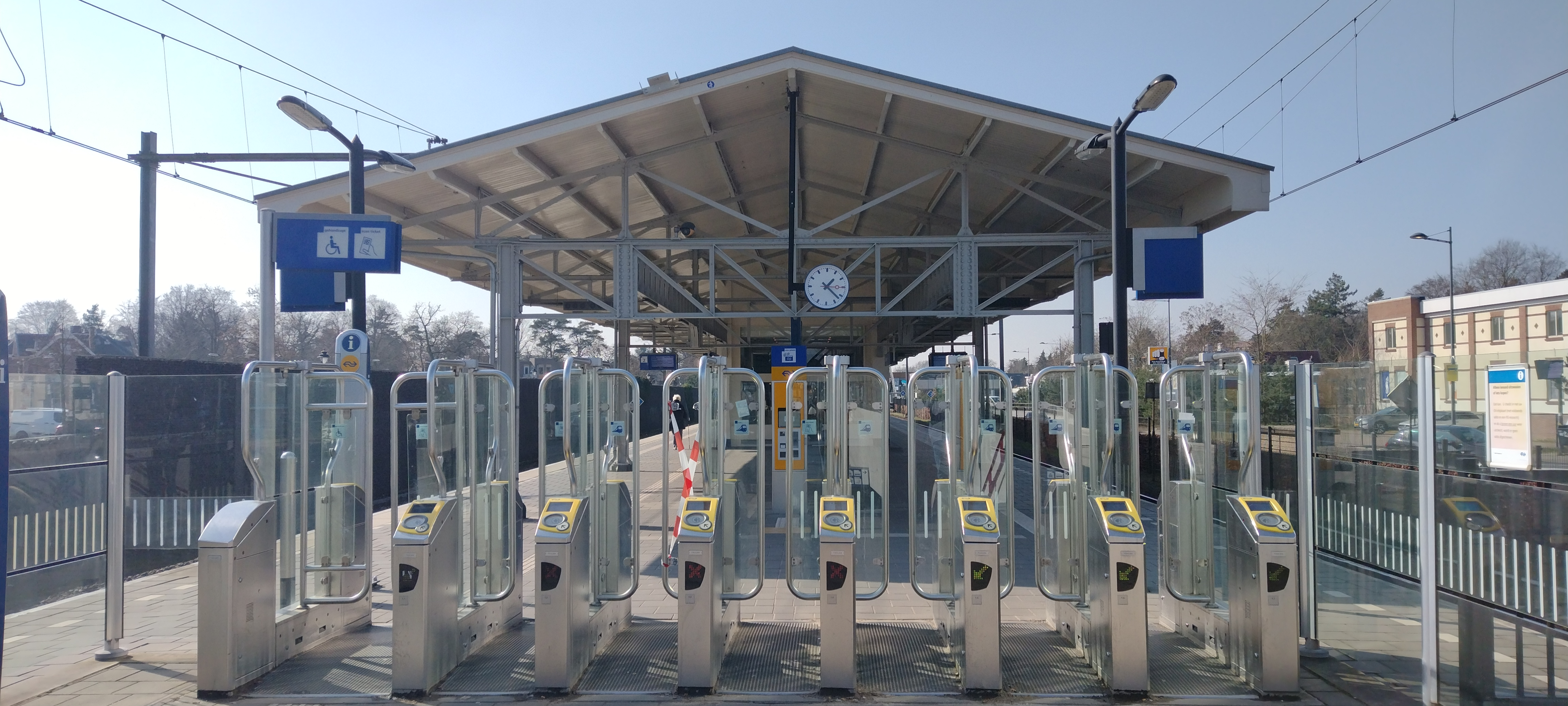
Het perron, afgesloten met poortjes, in 2024.